# Almoharín
Almoharín est une commune de la province de Cáceres dans la communauté autonome d'Estrémadure en Espagne.

## Géographie
Almoharín est située au nord de Valdehornillos.